# Живео живот Тола Манојловић
Живео живот Тола Манојловић је српска позоришна представа коју је режирао Петар Теслић по истоименом роману Моме Димића из 1966. Премијерно је одиграна 28. јануара 1967. у Атељеу 212. Представа је одиграна на бројним домаћим и страним сценама. Представу је играо Петар Краљ до његове смрти 2011. а видело ју је више од 250.000 гледалаца. Године 1973. је представа снимана за телевизијско приказивање.

## Радња
У Толи је нешто сасвим људски, његов став према животу, трајање, опстанак и суочавање, скупа, у радосном смислу
У чему је била тајна дуговечности „Живео живот Тола Манојловић“? У Толи је нешто сасвим људски, његов став према животу, трајање, опстанак и суочавање, скупа, у радосном смислу
Ко је заправо, он - мој Тола, питао се писац овог комада Мома Димић, стварајући дело које ће обележити каријеру Петра Краља. Да ли је он сав у томе што се сажело на стотинак страница те прве књижице са његовим именом и презименом на зеленкастим корицама? Или је то икап милогласи разговорџија са позоришних дасака? Или, опет залудник и спадало што се једнако карта по болницама и бритвом реже дугорепе и некакве главате угојене птичурине од дрвета или прави „цвеће“ од жица и конца!
А ко зна, можда је прави лик његов у оном жустром сеоском ковачу и поткивачу, каквог се сећам из својих првих летњих распуста, проведених „код бабе и деде“ у Неменикућама, под Космајем. Или је то болник увоштена лица што се нетремица дрмуса у канатама расушених сељачких кола, са клипсајућим упрегнутим крава, све узбрдицом од Сопота према селу завучено између скоро већ, за мене, митолошких јаруга и космајских брежуљака.
Онда, изненада, као неки нереални ехо огласи се налазе имена метропола као што су Лондон, Париз, Монтреал, Мексико Ситију и Берлину, на којој је његов монолог провалили, хвала још једном "даваоци форме", глумци као што су Петер Кинг или Тута Лемков. .. Зар није десило да само овог тренутка, Енглеза, дошао после Лондонског премијери монодраме једног његовог земљака и озбиљно га питао: "video сам наступ вечерас, перфецтли'ве играо, али ми решимо један дилему - да ли сте, у ствари, , да Тола Манојловић? "
Такође говорио сам о Толи безброј књижевних вечери и он би увек зрачи пажњу посебан, живахан публике. Ово ће се десити, често, да заиста голица чак своју пажњу, да поново затражила његово загонетку реше. Најпријатније, можда је моје сећање на књижевној вечери у Миријеву. Завршио читање два до три одломке из Толе, и девојчицу са плетеницама, својих шест или седам година, само мало истезање, не порумени, и диже руку: "Чико, прочитајте нам причу ујутру."
Сажето о Толи је да је рођен 1905. године у селу Неменикуће, која је у Космају, у Шумадији, где је и умро 2. априла 1969. Светозара, од сапуна по имену Тола Манојловић шести и најмлађе дијете сводништва Миленије и отац Стеван . У свом веку више од тридесет пута обучен болница пиџаме и болесних, као што је написано, јер она могу да се сетим. Рани губитак слуха, а десно око јасан, пиштољ повредио леву ногу (не заборавите у исто време и једном руком) и његову косу пре брака седло, али је због тога, и сви остали проблеми јављају, као што још увек били у "цвету младости", је отписана сви они, само одмахивао руком, "Мани, ово је само оно што се не недостаје!" Па, оживљавају и Тола, свакако, веома брз.
Пансион је добио 33 година као неважећи-каменорезац, као Маидан у Ропоцево, као Споменик незнаном јунаку на Авали. Он је подигао његови синови Александар и Арханђеле, подигла четворо унучади. Знао је више ковања, и радила земљу.
Да ли је све то довољно за "личну карту" Ова Манојловић, јунака моје прве књиге?
Сумњам је написао Мома Димић писца представе "Живео живот Тола Манојловић".
Петар Краљ о његовој улози Ово често говорио.
Толу сам скоро играо сваки дан. Где год да идем играти најмање два пута дневно. Не увек, наравно, цео шоу. Али сигурно више од хиљаду наступа.
Мени није важно смејати, али онај који гледа. То је прича у којој су укључени и да ову причу. Тако да није монодрама у класичном смислу. Када неко туговао, а понекад обрађују неко чије су очи сам тамо видим у тој соби. Тола је умро 3. априла 1969, и имао сам емисију следеће ноћи. Све време сам била у грлу паушално. По завршетку, зауставио сам аплауз и рекао: "Јуче је сахрањен у Неменикуце Тола Манојловић". У тишини, једна жена у првом реду бацио озбиљно: "Слава му!"
Емисија је једна животна прича, а Тола је сасвим нормално жица. Он је лукав у односу на живот. Он је лукав у односу на болест. То је лукав у односу на оно што га додирне. Стога, ова представа не постоји без амандмана. Нико ко допуњује ту да помогне ово Чичи да изразе.
Негде после мој војни рок у 1968. перформансама био у кризи. То је после десетак људи. Буквално умире. А онда су одједном почели да се млади. Било је око двадесетак који су текст знао напамет. Упознала сам једног који је рекао: ". Сада си дошао погледај ме, већ сам 52 пута да играју са мном на колеџу" Он је седео на истом месту на страни. Након што сам не знам да "Ово" у реду, ја сам руковао са једним момком који је играо кошарку у "Чукарички", као и стално долази у емисију и имао своје место. Научио цео текст само гледа.
Ја не знам тачно који од компоненти да ступи у контакт са публиком. Можда је примећује црни хумор, филозофски закључак да човек, без обзира што га задеси у животу увек господар ситуације. И на неки начин ово је слика нашег менталитета. Тола је неухватљив, не прихвата не победи се не победи. Он је отишао, али дух живи у садашњости - док је публика жели да га погледам.

## Улоге
| Глумац     | Улога           |
| ---------- | --------------- |
| Петар Краљ | Тола Манојловић |